# Worknesh Degefa
Worknesh Degefa (amharique : ወርቅነሽ ደገፋ), née le 28 octobre 1990, est une coureuse de fond sur route, éthiopienne . En avril 2019, elle réalise le quatrième meilleur chrono de l'histoire au marathon de Dubaï, et remporte la même année le marathon de Boston.

## Parcours
Née en 1990, Worknesh Degefa gagne en 2017 le marathon de Dubaï en 2:22:36, pour sa première participation à cette course. Elle est entraînée par le même coach, Gemedu Dedefo, qu’Atsede Baysa et Lemi Berhanu mais s’était surtout illustrée précédemment sur des semi-marathons (notamment au semi-marathon de Yangzhou en 2013, au semi-marathon de Lisbonne en 2014, aux Jeux africains de 2015, au semi-marathon de Prague en 2015, au semi-marathon Rome-Ostie en 2016, etc.). Elle revient en 2018 dans la même compétition, le marathon de Dubaï, pour courir en 2:19:53, terminant quatrième derrière trois autres Éthiopiennes.  C'est la première fois que quatre femmes courent sous les 2:20 dans la même course. En 2019, toujours à ce marathon de Dubaï, elle est devancée par la Kényane Ruth Chepngetich, qui réalise la troisième performance de l’histoire sur cette distance, mais Worknesh Degefa bat le record d'Éthiopie en réalisant un temps de 2:17:41 (qui constitue également le 4e temps de l'histoire).
Le 15 avril 2019, elle remporte le marathon de Boston en 2:23:31, s'élançant en tête seulement 8 km après le départ de la course, alors qu'elle n'avait jamais reconnu le parcours auparavant, même en entraînement, puis restant ensuite constamment en cette position, sur les 34 km restant. À 30 km, elle s’est créé une avance de près de 3 minutes sur les poursuivantes. La Kényane Edna Kiplagat attaque alors dans une des dernières montées, la Heartbreak Hill, pour tenter de la rattraper, mais doit se contenter, à l'arrivée, d'avoir réduit l'écart à 42 secondes,,.

## Principaux résultats en compétitions internationales
| Date | Compétition                      | Lieu        | Résultat | Chrono          |
| ---- | -------------------------------- | ----------- | -------- | --------------- |
| 2013 | Semi-marathon de Yangzhou        | Yangzhou    | 1re      | 1 h 08 min 43 s |
| 2013 | Course Marseille-Cassis          | Marseille   | 5e       | 1 h 15 min 45 s |
| 2014 | Semi-marathon de Lisbonne        | Lisbonne    | 1re      | 1 h 08 min 46 s |
| 2015 | Semi-marathon des Jeux africains | Brazzaville | 2e       | 1 h 12 min 42 s |
| 2015 | Semi-marathon de Prague          | Prague      | 1re      | 1 h 07 min 14 s |
| 2016 | Semi-marathon de Rome-Ostie      | Rome        | 1re      | 1 h 07 min 08 s |
| 2017 | Marathon de Dubaï                | Dubaï       | 1re      | 2 h 22 min 36 s |
| 2017 | Semi-marathon d'Olomouc          | Olomouc     | 1re      | 1 h 09 min 19 s |
| 2018 | Marathon de Dubaï                | Dubaï       | 4e       | 2 h 19 min 53 s |
| 2018 | Semi-marathon de Prague          | Prague      | 3e       | 1 h 08 min 10 s |
| 2019 | Marathon de Dubaï                | Dubaï       | 2e       | 2 h 17 min 41 s |
| 2019 | Marathon de Boston               | Boston      | 1re      | 2 h 23 min 31 s |
| 2020 | Marathon de Dubaï                | Dubaï       | 1re      | 2 h 19 min 38 s |
| 2023 | Marathon de Valence              | Valence     | 1re      | 2 h 15 min 51 s |